# 광학 중력 렌즈 실험

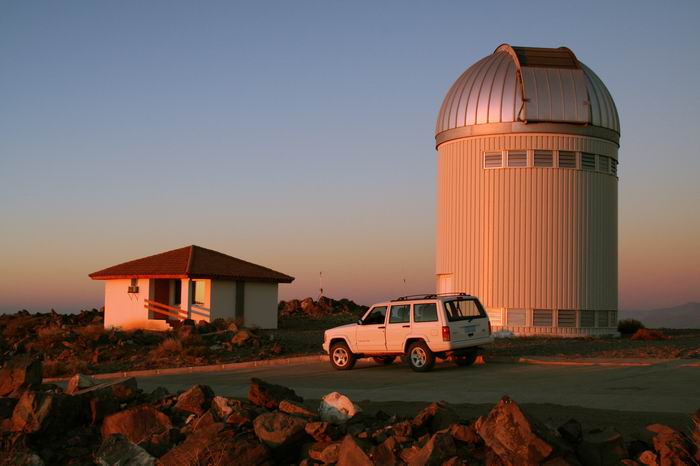
라스 캄파나스 천문대의 OGLE 망원경

광학 중력 렌즈 실험(Optical Gravitational Lensing Experiment, OGLE, 오글)은 바르샤바 대학교를 기반으로 장기 변동성 하늘 조사(1992~현재)를 실행하는 폴란드 천문학 프로젝트이다. 주요 목표는 변광성(맥동 및 일식)의 감지 및 분류, 미세 렌즈 현상, 왜소 신성의 발견, 은하계와 마젤란 구름의 구조에 대한 연구이다. 1992년에 프로젝트가 시작된 이후, 통과 방법(OGLE-TR-56b)과 중력 미세 렌즈를 사용하여 발견된 최초의 행성을 포함하여 수많은 외계 행성을 발견했다. 이 프로젝트는 처음부터 안제이 우달스키(Andrzej Udalski) 교수가 주도해 왔다.

## 같이 보기
- 변광성
- 세페이드 변광성